# Jake 2.0
Jake 2.0 è una serie televisiva statunitense trasmessa per la prima volta sul network televisivo UPN nel 2003.
La serie fu cancellata a metà del gennaio 2004 a causa dei deludenti ascolti. Gli ultimi quattro episodi non sono mai stai trasmessi negli Stati Uniti d'America. Nel Regno Unito sono state invece trasmesse tutte le puntate sul canale Sky One.

## Trama
La serie ruota intorno ad un esperto di computer, Jake Foley, impiegato presso la National Security Agency (NSA) del governo degli Stati Uniti d'America che è stato accidentalmente infettato da nanobot che gli hanno donato poteri sovrumani. Egli è in grado di controllare la tecnologia con il solo potere della mente, rendendolo "l'upgrade umano definitivo" come recita l'introduzione dello show. Jake è dunque una combinazione tra Spider-Man, Iron Man e Steve Austin, personaggio protagonista della serie L'uomo da sei milioni di dollari.

## Episodi
| Stagione       | Episodi | Prima TV USA | Prima TV Italia |
| -------------- | ------- | ------------ | --------------- |
| Prima stagione | 16      | 2003         | 2005            |